# Neolythria candida
Neolythria candida är en fjärilsart som beskrevs av Eugen Wehrli 1934. Neolythria candida ingår i släktet Neolythria och familjen mätare. Inga underarter finns listade i Catalogue of Life.